# 顏素
顏素（？—？），字質卿，號與樸。直隸安慶府懷寧縣人，軍籍，明朝政治人物。

## 生平
應天府鄉試第七十六名，萬曆二年（1574年）甲戌科會試第六十三名，登三甲第三名進士。顏素與袁宗道友善，有著作《易研》並詩文數卷。

## 家族
曾祖顏聰；祖父顏偉；父顏恂，曾任貢士。母王氏。具庆下。